# Catostomus leopoldi
Catostomus leopoldi é uma espécie de peixe actinopterígeo da família Catostomidae.
Apenas pode ser encontrada no México.